# محرونه
محرونه (به عربی: محرونة) یک منطقهٔ مسکونی در لبنان است که در شهرستان صور واقع شده‌است.
 محرونه ۲۵ کیلومتر مربع مساحت و ۴٬۰۰۰ نفر جمعیت دارد و ۳۰۰ متر بالاتر از سطح دریا واقع شده‌است.